# Gudrun Lindahl
Gudrun Maria Lindahl, född 27 augusti 1931 i Gudmundrå församling, Västernorrlands län, död 11 april 2011 i Hörnett, Själevads socken, Västernorrlands län, var en svensk konstskribent och -kritiker.
Lindahl, som var dotter till övermontör Verner Vikström och Maria Blomquist, blev filosofie kandidat vid Umeå universitet 1972 och började doktorera i konstvetenskap där 1980, men fullföljde ej dessa studier. Hon var konstskribent vid bland annat Örnsköldsviks Allehanda från 1974. Hon författade bland annat Örnsköldsviks konst 100 år (1977), Konst i Ådalen (1983) och Anders Åberg, konstnärsmonografi (1987).